# 톈뉴
톈뉴(恬妞, 염뉴, 본명은 주카이리(朱凱莉, 주개리), 영문명은 Kelly Tien, 1958년 1월 23일 ~ )는 중화민국 여성 영화배우, 가수, 텔레비전 연기자이다.

## 생애
중화민국 타이완 타이베이에서 출생하여 지난날 한때 마카오와 중화인민공화국 장쑤성 쑤저우를 거쳐 홍콩에서 잠시 유아기를 보낸 적이 있다.
1970년 타이완 영화 《악모대인(岳母大人)》에 출연하여 영화배우 첫 데뷔하였으며, 1974년 홍콩 영화 《조혼(早婚)》에 출연하면서부터 홍콩 영화에 진출하였다.
1979년에는 가수로도 데뷔하였으며, 1989년부터 홍콩의 텔레비전 드라마에도 출연하기 시작하였다.
1984년 홍콩 남성과 결혼하며 홍콩에 귀화하였으나, 1986년 이혼하였다. 이후 1992년 홍콩 영화배우 완쯔량(萬梓良)과 2번째 결혼하였으나 1996년 또다시 이혼하였다.

## 출연 작품
- 적호서생 - 닭집 주인 역